# Захват Синт-Эстатиус
Захват Синт-Эстатиус (о. Св. Евстафия, нидерл. Sint Eustatius) — десантная операция в феврале 1781 года, в ходе Четвёртой англо-голландской войны. Британцы силами армии и флота под командованием генерала Джона Вогана и адмирала Джорджа Родни захватили принадлежащий голландцам карибский остров Синт-Эстатиус.
Захват был спорным в Великобритании, так как были заявления, что Воган и Родни использовали его для собственного обогащения.

## Исторический фон

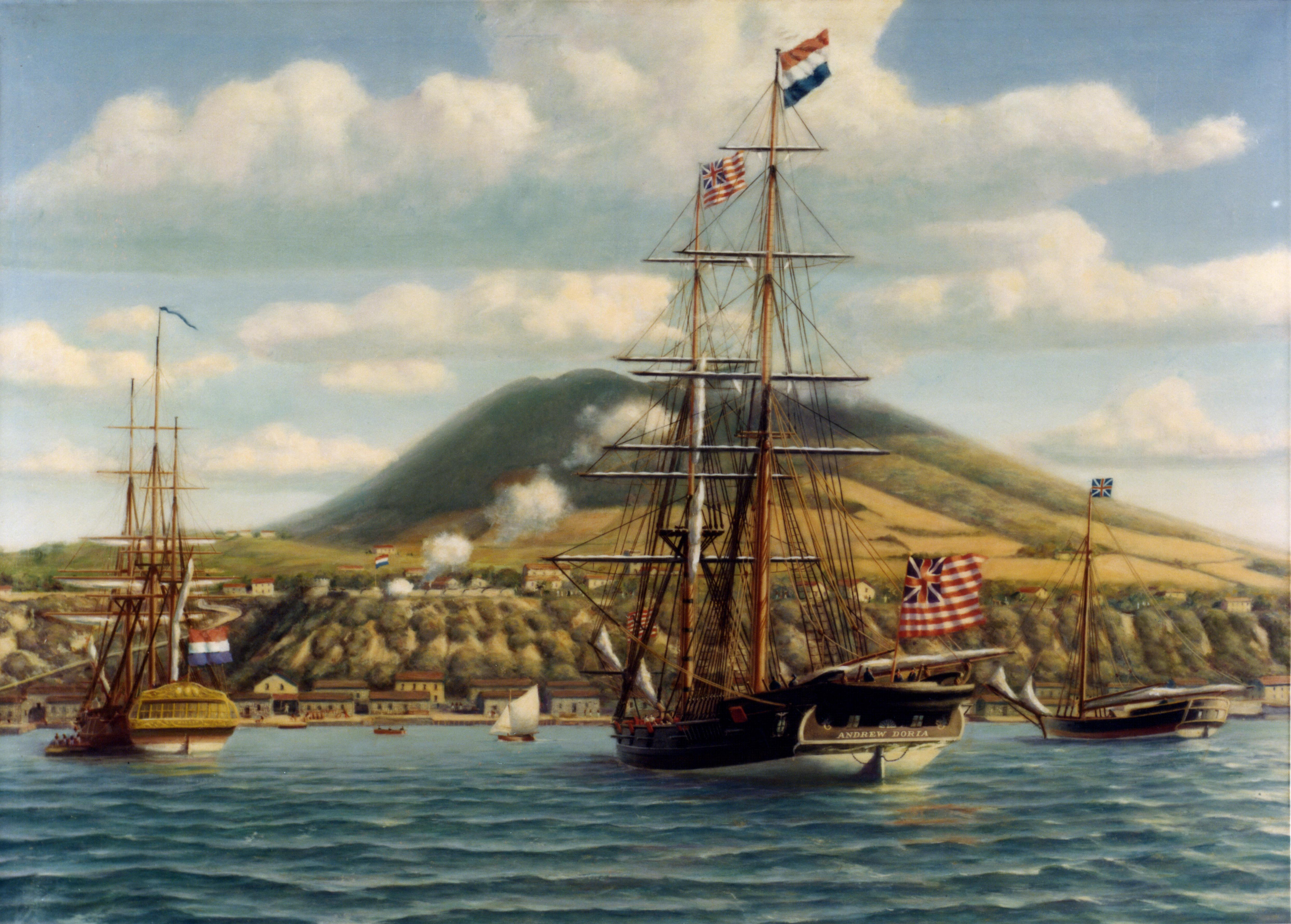
Andrew Doria перед Форт-Оранж на о. Св. Евстафия, 1776

Синт-Эстатиус, несмотря на свои относительно небольшие размеры был перевалочным пунктом, открытым портом и крупным торговым центром. Во время Американской войны за независимость он приобретал все большее значение, поскольку британская блокада затрудняла поставки непосредственно через Атлантический океан в американские порты. Остров стал важным источником поставок, его гавань была заполнена американскими торговыми судами.
Здесь же останавливались американские приватиры, по пути в районы «охоты» или на обратном пути, чтобы сбыть призы или грузы. Его значение ещё увеличилось после вступления Франции в войну в 1778 году, так как он оказывал помощь в снабжении островов французской Вест-Индии.
Роль Синт-Эстатиус в поставках врагам Англии вызвала гнев британского правительства. Родни утверждал, что товары, вывозимые британскими конвоями, затем перепродавались противнику через его порт. Ещё в 1776 году комендант Форт Оранж приветствовал салютом континентальный бриг Andrew Doria, под союзным флагом 13 колоний. Для Британии оказание колониальному флагу равных с ней почестей было фактически признанием независимости колоний, и значит оскорблением. Вопрос о «первом салюте» вызвал возмущение кабинета и короны, и несколько парламентских запросов. Однако дипломатические протесты оставались без последствий.
С началом войны между Голландской республикой и Великобританией, в декабре 1780 года из Лондона был послан приказ захватить Синт-Эстатиус. Британцам способствовало то, что новость о начале войны ещё не достигла острова.

## Оккупация

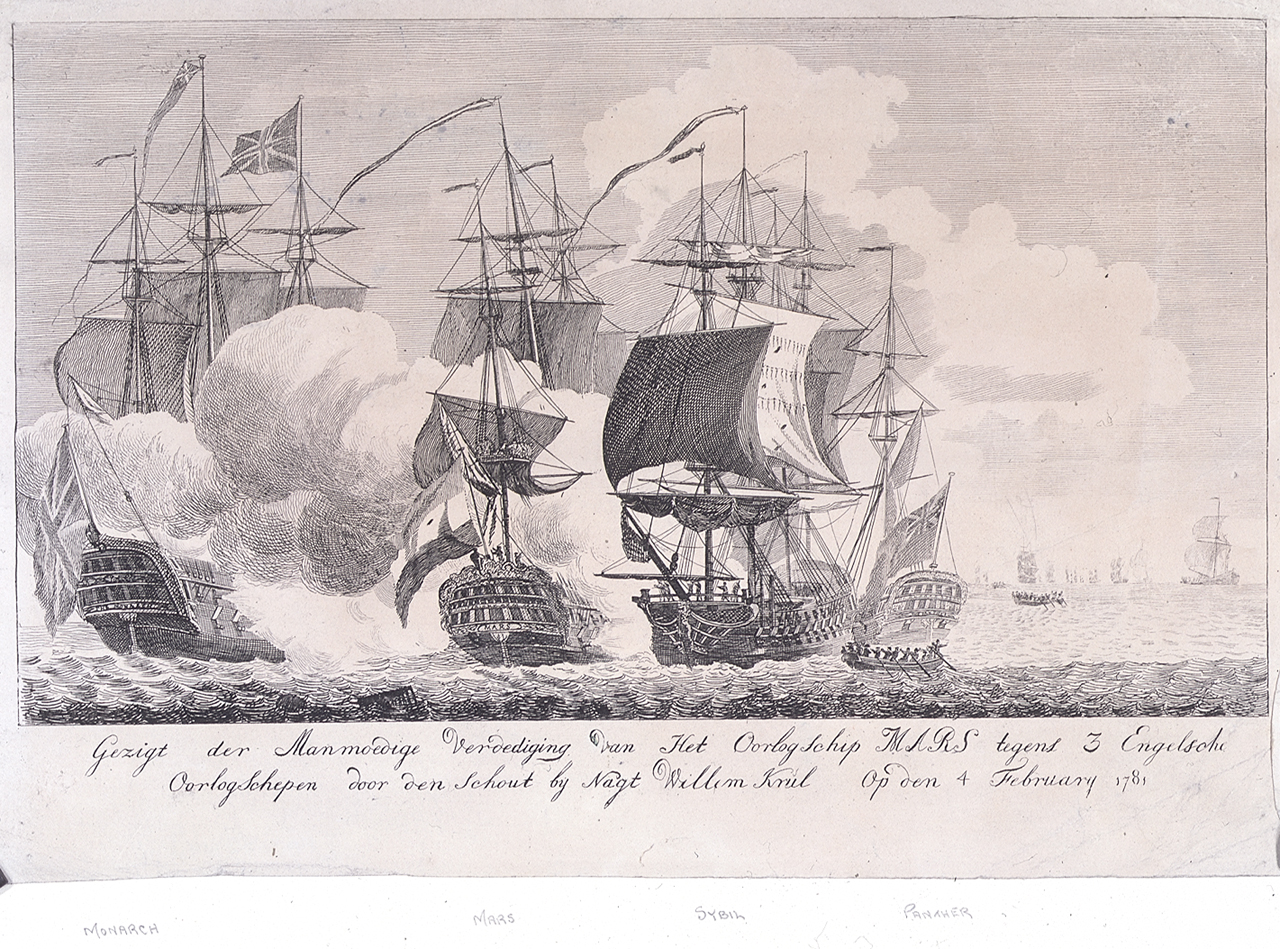
Mars против HMS Monarch и HMS Panther

30 января 1781 года британская экспедиция в 3000 человек на 12 кораблях вышла с Сент-Люсии. Родни оставил 6 кораблей следить за французами на Мартинике. Он также послал Сэмюэля Худа вперед, перехватывать любые торговые суда, пытающиеся бежать из гавани. Главные силы прибыли к острову 3 февраля. Корабли Родни заняли позиции чтобы нейтрализовать все береговые батареи. Вместо высадки войск и немедленной атаки, Родни отправил послание голландскому губернатору Йоханнесу де Граафу, предлагая сдаться, чтобы избежать кровопролития. Де Грааф согласился и сдался после 2 выстрелов из пушки, изображающих условное сопротивление. На следующий день близлежащие острова Сен-Мартен и Саба также сдались.
Единственные выстрелы всерьез произошли 4 февраля, когда два британских корабля, HMS Monarch и HMS Panther, открыли огонь по фрегату голландской Ост-Индской компании Mars, единственному голландскому военному кораблю поблизости, охранявшему конвой в Европу. На его борту погиб адмирал Виллем Круль (нидерл. Willem Crul). Родни сделал выговор капитанам, за недостаток дисциплины. Голландский конвой, вышедший за тридцать шесть часов до высадки, был настигнут HMS Sibyl и приведен обратно.

## Противоречия
Богатства, которые Родни и Воган обнаружили на Синт-Эстатиус, превзошли все их ожидания. В гавани стояли 137 торговых судов, британцам также достались голландский фрегат и пять малых американских военных кораблей. В общей сложности стоимость изъятых товаров, по оценкам, составила около 3 000 000 фунтов стерлингов. 5 февраля 1781 года Родни и Воган подписали договор о том, что все захваченные товары принадлежат короне. Никому не доверяя задач сортировки и оценки конфискованного имущества, Родни и Воган курировали их сами. Потраченное на это время привело к разговорам, что они пренебрегают служебными обязанностями. Действительно, полезнее было бы потратить время на новые операции. В частности, контр-адмирал Худ намекал, что Родни следовало выйти перехватить французский флот адмирала де Грасса, направлявшийся на Мартинику.
В те времена Синт-Эстатиус был домом для еврейской общины, в основном торговцев и плантаторов. В течение двух дней по капитуляции острова, часть еврейской общины — все мужчины — вместе с губернатором де Граафом, были силой депортированы с уведомлением в 24 часа. Синагога Хонен Далим, одна из старейших синагог в Западном полушарии, построенная в 1739 году, и многие из еврейских домов по приказу адмирала Родни были сожжены.

## Последствия
По возвращении домой Родни и Воган защищали себя в палате общин. Так как Родни был сторонником правительства во главе с лордом Нортом, тот одобрил его поведение, и он вернулся в Вест-Индию в кампанию 1782 года. Когда правительство Норта в 1782 году пало, и его сменило новое, был послан приказ, отзывающий Родни. Однако прежде чем он дошел, Родни привел свой флот к победе при островах Всех Святых. Она положила конец франко-испанским планам вторгнуться на Ямайку. Родни вернулся домой, и получил в награду титул пэра.
Есть некая поэтическая справедливость в том, что большинство конфискованных на Синт-Эстатиус товаров были захвачены по пути в Англию французской эскадрой Туссен-Гийома де ла Мотт-Пике.
Остров был отбит силами голландцев и французов в конце 1781 года, и это был конец британской оккупации. По Парижскому миру он вернулся к Голландии.